# Günter Menges (Fußballspieler)
Günter Menges (* 11. Februar 1954) ist ein ehemaliger deutscher Fußballspieler.

## Laufbahn
Der gelernte Versicherungskaufmann und Amateurfußballer Günter Menges kam 1977 aus dem badischen Odenwald vom VfB Eberbach zum Bundesligisten 1. FC Kaiserslautern. Trainer Erich Ribbeck brachte Menges am 27. August 1977 erstmals in der Fußball-Bundesliga zum Einsatz. Er wechselte ihn beim Auswärtsspiel gegen den Hamburger SV für den Mittelfeldspieler Johannes Riedl ein. Der 1,83 m große Abwehr- und Mittelfeldspieler wurde von Ribbeck noch in weiteren 10 Bundesligaspielen in der Saison 1977/78 eingesetzt. Als die „Roten Teufel“ vom Betzenberg unter dem neuen Trainer Karlheinz Feldkamp in der folgenden Runde 1978/79 den dritten Rang erreichten, kam für Menges aber nur noch eine Einwechslung hinzu. Er nahm das Angebot des Bundesligaabsteigers SV Darmstadt 98 an und wechselte zum Stadion am Böllenfalltor.
In der 2. Liga kam er 1979/80 unter Trainer Jörg Berger an der Seite der Mitspieler Walter Bechtold, Jürgen Kalb, Dieter Rudolf und Gerhard Kleppinger auf 17 Einsätze mit einem Tor und erreichte mit den „Lilien“ den vierten Tabellenrang. Darmstadt holte 1980/81 den Zweitliga-Meistertitel und konnte damit die Rückkehr in die Bundesliga feiern. Unter Trainer Werner Olk kam er in jener Saison allerdings nur auf zwölf Einsätze. Mit dem Spiel am 10. Mai 1981 gegen den SV Waldhof verabschiedete sich Günter Menges aus dem Profifußball.

## Statistik
| Liga          | Spiele (Tore) |
| ------------- | ------------- |
| Bundesliga    | 12 (0)        |
| 2. Bundesliga | 29 (1)        |
| Wettbewerb    |               |
| DFB-Pokal     | 06 (1)        |

| Personendaten    | Personendaten            |
| ---------------- | ------------------------ |
| NAME             | Menges, Günter           |
| KURZBESCHREIBUNG | deutscher Fußballspieler |
| GEBURTSDATUM     | 11. Februar 1954         |